# Club Deportivo Binissalem
Il Club Deportivo Binissalem è una società calcistica con sede presso Binissalem, nelle Isole Baleari, in Spagna. 
Gioca nella Segunda División B, la terza serie del campionato spagnolo.

## Tornei nazionali
- 1ª División: 0 stagioni
- 2ª División: 0 stagioni
- 2ª División B: 1 stagioni
- 3ª División: 29 stagioni

## Stagioni
| Stagioni | Categoria | Posizione |
| -------- | --------- | --------- |
| 1928–54  | Cat. reg. | —         |
| 1954/55  | 3ª        | 6°        |
| 1955/56  | 3ª        | 8°        |
| 1956/57  | 3ª        | 11°       |
| 1957/58  | 3ª        | 17°       |
| 1958/59  | Cat. reg. | —         |
| 1959/60  | 3ª        | 16°       |
| 1960–66  | Cat. reg. | —         |
| 1966/67  | 3ª        | 10°       |
| 1967/68  | 3ª        | 9°        |
| 1968–79  | Cat. reg. | —         |
| 1979/80  | 3ª        | 9°        |
| 1980/81  | 3ª        | 13°       |
| 1981/82  | 3ª        | 11°       |
| 1982/83  | 3ª        | 12°       |
| 1983/84  | 3ª        | 20°       |
| 1984–94  | Cat. reg. | —         |
| 1994/95  | 3ª        | 19°       |

| Stagioni | Categoria | Posizione |
| -------- | --------- | --------- |
| 1995/96  | Cat. reg. | —         |
| 1996/97  | 3ª        | 6°        |
| 1997/98  | 3ª        | 5°        |
| 1998/99  | 3ª        | 12°       |
| 1999/00  | 3ª        | 13°       |
| 2000/01  | 3ª        | 7°        |
| 2001/02  | 3ª        | 17°       |
| 2002/03  | 3ª        | 10°       |
| 2003/04  | 3ª        | 10°       |
| 2004/05  | 3ª        | 9°        |
| 2005/06  | 3ª        | 8°        |
| 2006/07  | 3ª        | 5°        |
| 2007/08  | 3ª        | 7°        |
| 2008/09  | 3ª        | 4°        |
| 2009/10  | 3ª        | 5°        |
| 2010/11  | 3ª        | 4°        |
| 2011/12  | 3ª        | 2°        |
| 2012/13  | 2ªB       | —         |

## Palmarès

### Competizioni nazionali
- Copa Federación de España: 1

2011-2012

### Altri piazzamenti
- Tercera División:

Secondo posto: 2011-2012